# Lake City (California)
Lake City es un lugar designado por el censo ubicado en el condado de Modoc en el estado estadounidense de California. En el año 2010 tenía una población de 61 habitantes.

## Geografía
Lake City se encuentra ubicado en las coordenadas 41°38′33″N 122°12′57″O / 41.64250, -122.21583.